# Секани
Секани (Sekani; Tsek’ehne, Tsek’hene) — почти исчезнувший северо-атабаскский язык, на котором говорит народ секани, проживающий в общине Искут, Тахлтан, некоторые в общине Бивер на реке Профет, также в общинах Форт-Уэйр (ныне Квадача) и Форт-Маклеод на севере центральной части штата Британская Колумбия в Канаде.
Этнический состав 1410 человек. Носители в основном 35 лет и старше, из которых большинство использует английский язык.

## Письменность
Алфавит на латинской основе: a, à, ą, ą̀, b, ch, ch', d, dl, dz, e, ę, è, ę̀, g, gw, h, i, į, ì, į̀, j, ii, įį, ìì, į̀į̀, k, k', kh, gh, kw, kw', l, lh, m, n, o, ǫ, ò, ǫ̀, oo, ǫǫ, òò, ǫ̀ǫ̀, p, s, z, sh, t, t', tl, tl', ts, ts', u, ų, ù, ų̀, w, yh, y, zh.

## Фонология
В секани две интонации: высокая (более распространённая) и низкая (слоговая).

### Согласные
В языке 33 согласных звука:
|                            |                  | Билабиальные | Альвеолярные | Альвеолярные | Постальвеолярные | Заднеязычные | Заднеязычные | Глоттальные |
| central                    | lateral          | Билабиальные | plain        | labial       | Постальвеолярные |              |              | Глоттальные |
| -------------------------- | ---------------- | ------------ | ------------ | ------------ | ---------------- | ------------ | ------------ | ----------- |
| Взрывные                   | непридыхательные | p            | t            |              |                  | k            | kʷ           |             |
| Взрывные                   | придыхательные   | (pʰ)         | tʰ           |              |                  | kʰ           | kʷʰ          |             |
| Взрывные                   | абруптивные      |              | tʼ           |              |                  | kʼ           | kʼʷ          | ʔ           |
| Аффрикаты                  | непридыхательные |              | ts           | tɬ           | tʃ               |              |              |             |
| Аффрикаты                  | придыхательные   |              | tsʰ          | tɬʰ          | tʃʰ              |              |              |             |
| Аффрикаты                  | абруптивные      |              | tsʼ          | tɬʼ          | tʃʼ              |              |              |             |
| Назальные                  |                  | m            | n            |              |                  |              |              |             |
| Фрикативные Аппроксиманты* | глухие           |              | s            | ɬ            | ç                | x            | xʷ           | h           |
| Фрикативные Аппроксиманты* | звонкие          |              | z            | l            | j                | ɣ            | w            |             |

*Как и прочие атабаскские языки секани не противопоставляет фрикативы и апроксиманты.

### Гласные
|         | Передние | Средние | Задние |
| ------- | -------- | ------- | ------ |
| Верхние | i        |         | u      |
| Средние | e        | ə       | o      |
| Нижние  |          | a       |        |

Назализация гласных фонематическая, что меняет значение.